# 静寂の図書館
「静寂の図書館」（せいじゃくのとしょかん、原題: "Silence in the Library"）は、イギリスのSFドラマ『ドクター・フー』第4シリーズ第8話。2008年5月31日に初めて BBC One で放送された。6月7日に放送された後編「影の森」との二部作の前編である。これら2話は、第1シリーズ「空っぽの少年」「ドクターは踊る」で同じく二部作の脚本を担当したスティーヴン・モファットが執筆した。
本作では考古学者リヴァー・ソング（演:アレックス・キングストン）が異星人のタイムトラベラーである10代目ドクター（演:デイヴィッド・テナント）を51世紀の惑星規模の図書館へ呼び出す。図書館は彼らが到着する100年前に数千人の来館者が痕跡もなく失踪して閉鎖されていた。リヴァー・ソングが既にドクターと何度も会っている一方、この時点でのドクターは彼女のことを知らないということが、このエピソードで確立された。
本作はヒューゴー賞にノミネートされているほか、未来の物語で重要な役割を担う登場人物リヴァー・ソングが初登場したことで重要である。放送の数日前には、BBCは2005年に新シリーズが始動して以来当時の製作総指揮を担っていたラッセル・T・デイヴィスと交代する形で、モファットが2010年の『ドクター・フー』第5シリーズの製作総指揮に就くことを告知した。

## 連続性
スティーヴン・モファットによると、襲い来るヴァシュタ・ナラーダから一行を逃がすためにソングが使用した正方形銃は、「ドクターは踊る」でジャック・ハークネス（演:ジョン・バロウマン）が使用したソニック・ブラスターと同じ物であると意図されている。モファットは、「わかれ道」の後ターディスに残されたソニック・ブラスターがドクターの未来でソングにより回収されたと提唱した。なお正方形銃 ("squareness gun") という名称は先のエピソードでローズ・タイラー（演:ビリー・パイパー）が作った名前である。
本作でリヴァーが言及したビザンティウム号の墜落は、未来で彼女とドクターが直面する第5シリーズ「天使の時間」「肉体と石」での出来事である。

## 製作

### 脚本
本二部作は元々『ドクター・フー』第3シリーズのエピソードとして予定されており、当初モファットは家族と過ごす休日に墓地の天使像を見た後、悪役嘆きの天使を二部作で登場させたいと考えていた。しかし、彼は第3シリーズの最初の二部作の脚本から退き、Doctor-lite（ドクターの登場が少ない）エピソードの執筆に志願した。それが後の「まばたきするな」となる。なお、二部作はヘレン・レイナーが担当して「ダーレク・イン・マンハッタン」と「ダーレクの進化」を執筆した。その後、第4シリーズの間にモファットは以前のアイディアを掘り起こした。彼は図書館がエキゾチックになりすぎない『ドクター・フー』のための優れた舞台装置になると感じた。登場人物リヴァー・ソングは元々プロットをより分かりやすくするために創作された。モファットは考古学者のチームがドクターを信頼すると考えていたが、ドクターのサイキックペーパーでは彼が何故封鎖された図書館に姿を現したかをチームに説明し納得させることができないとも知っていた。そこでモファットはドクターが考古学者の一人を知っている設定にするつもりであったが、後に彼はこのアイディアがあまりに鈍らであると決め、そうではなく考古学者のうちの一人がドクターを知っている設定を選んだ。

### キャスティング
エグゼクティブ・プロデューサーのラッセル・T・デイヴィスが"ある種のドクターの妻"と形容したリヴァー・ソング役には、制作チームはケイト・ウィンスレットをキャスティングしようとした。ウィンスレットが最初に演技した役の1つは BBC One のティーン向けドラマ『Dark Season』で、その脚本はデイヴィスが担当していた。リヴァー・ソング役は最終的にアメリカの人気ドラマ『ER緊急救命室』の出演で知られるアレックス・キングストンが採用された。キングストンのキャスティングについて、デイヴィスは「彼女がべらぼうに大好きだ！」と述べた。キングストンは子供の頃『ドクター・フー』のファンであった。キングストンは当初自身の役が繰り返し登場する役だとは予想しておらず、モファットがソングを常に再登場させるつもりであることを後に知ることとなった。キングストンは珍しい女性のアクションヒーローの役を得たことを喜び、設定の多様性と、レーザー銃で遊んで次から次へ様々な衣装を着ていた幼少期のファンタジーを追体験する機会をもたらしたことに、『ドクター・フー』を称賛した。複雑な会話を話さなくてはならないとみなし、彼女は「『ER緊急治療室』では医療コンサルタントと働いていて、彼らが私の言っていることを説明してくれたから、私は目的と真実を持って話せたわ。『ドクター・フー』では、どういう意味なのか見当もつかない台詞がある！」と発言した。
キングストンは自身が出演する2008年のエピソードでテナントやキャサリン・テイトと自身の役について話し、「私達は意気投合したの。他の番組でゲスト出演したことはあるけれど、こんなに温かい絆を感じたのは滅多にないわ。」と発言した。キングストンと共演することについて、テイトは後に「私は『ER緊急治療室』の大ファンなの。畏敬の念を抱いている人と組むと、たいていは来た時に全く普通でがっかりしてしまう。でもアレックスには全然がっかりすることはない。彼女はとても素晴らしい人よ。」と語った。テナントも「アレックスは素敵だ。彼女がジョージ・クルーニーと一緒に過ごす話をすると、彼女が凄くクールだと思うよ」と述べた。
ドクター・ムーン役を演じたコリン・サーモンは後にオーディオ Wirrn Dawn でサルウェイ役を演じた。
デイヴ1を演じたハリー・ピーコックの兄弟ダニエル・ピーコックは以前に1988年の The Greatest Show in the Galaxy にノート・ザ・ヴァンダル役で出演した。

### 撮影と効果
撮影は2008年1月後半から2月前半にオールド・スウォンジー中央図書館で、このほかにスウォンジーのブラングィン・ホールで行われた。
ヴァシュタ・ナラーダは撮影監督ローリー・テイラーの管理する光で作り出された。影に視線を送るため、ポストプロダクションで視覚効果会社The Millにより影が濃くされた。

## 放送と反応

### 封切と評価
エピソードが放送される前にザ・サン紙が脚本のコピーを入手してそれを公開すると脅すと、モファットは「やらせておけ。ザ・サンが1日でこの数の単語を発表するのを見てみたいものだ！」と返答した。2007年にBBCは、2008年5月24日に開催されるユーロビジョン・ソング・コンテスト2008の決勝の放送範囲のため、『ドクター・フー』の放送を1週間先延ばしにした。「静寂の図書館」はITVのタレントコンテンスト『ブリテンズ・ゴット・タレント』とスケジュールが重なり、結果として視聴率は苦しめられた。BARBの最終数値はタイムシフト視聴者を調整して視聴者数627万人を記録した。一方で『ブリテンズ・ゴット・タレント』の視聴者数は1152万人であった。これは土曜日夜7時という時間枠で大人数の視聴者を獲得できなかった、『ドクター・フー』新シリーズで初めての事態であった。しかし、本作の Appreciation Index は89 ("Excellent") を記録し、第1シリーズ「わかれ道」や第2シリーズ「永遠の別れ」および次話「影の森」と並んでこれまでで最も高い数値であった。BBC Three での再放送では視聴者数は1350万人に上り、これは前話「アガサ・クリスティ失踪の謎」の再放送のほぼ2倍の数字であった。

### 批評家の反応と称賛
本作は批評家から肯定的なレビューを受けた。ラジオ・タイムズのウィリアム・ギャラガーは本作に"これまでで最高"と呼び、リヴァー・ソングにも肯定的であった。IGNのトラヴィス・フィケットは本作に10点満点で9.2の評価を与え、全ての登場人物の間の素晴らしく面白い会話・相次いで心を驚かせるコンセプト・怖ろしいキャラクターの瞬間と本のある図書館という設定を称賛した。しかし、彼はヴァシュタ・ナラーダのコンセプトはやや間抜けであるとし、特に彼らが骸骨の姿をしている点についてそう評価した。デジタル・スパイのベン・ローソン・ジョーンズは「静寂の図書館」に星5つのうち4つ星を与え、ノード（図書館司書）とデータ・ゴーストの素晴らしく独創的なコンセプト、ゲスト出演者のキングストンやサーモンおよび少女役のイヴ・ニュートンを称賛した。しかし、彼は軽い批判点として、モファットが『ドクター・フー』で執筆した他のエピソードと似た要素が複数見られる点を挙げた。SFX でレビューをしたリチャード・エドワーズは本作に星5つのうち5つ星を与え、本作を"これまでのシリーズで最高"と呼んだ。特に彼はヴァシュタ・ナラーダにより刻み込まれる恐怖と、好奇心をそそる平行な少女のプロットラインを称賛した。
2011年に Den of Geek は「静寂の図書館」のクリフハンガーを『ドクター・フー』の最も優れたクリフハンガー10選の1つに選んだ。IGN はこの二部作をテナントの在任期間中で4番目に良いエピソードに認定し、これはZap2itのサム・マクファーソンも同様であった。本作は次話「影の森」とともにヒューゴー賞映像部門短編部門にノミネートされたが、受賞はドラマ『Dr. Horrible's Sing-Along Blo』に譲ることとなった。本作は2009年 Constellation Award を映画テレビ最高脚本部門で受賞した。